# Бузунов, Василий Гаврилович
Васи́лий Гаври́лович Бузу́нов (4 февраля 1928, Ишим, Сибирский край — 18 февраля 2004, Романовка, Ленинградская область) — советский футболист и хоккеист, центральный нападающий, полузащитник.

## Биография
Начинал играть в футбол в коллективах физкультуры Красноярска, Иркутска и Свердловска. Также в начале карьеры выступал в хоккее с мячом («Локомотив» Иркутск, 1948—1950; ОДО Свердловск, 1950—1952). В 1951, 1952 годах включался в список 22 лучших игроков в хоккей с мячом сезона. В 1951 году стал серебряным призёром чемпионата СССР. В 1952 году стал бронзовым призёром чемпионата СССР и чемпионом РСФСР.
В 1952 году впервые перешёл в московский ЦДСА и до снятия команды с чемпионата успел сыграть в классе «А» 3 матча и забил 2 мяча. В начале сезона 1953 года сыграл 2 матча за МВО, однако эта команда тоже была снята с турнира. Затем выступал за московское «Динамо» и за армейцев Москвы и Свердловска. В конце карьеры играл за «Волгу» (Калинин).
В высшей лиге по футболу сыграл 93 матча, забил 46 мячей. В 1956 году, выступая за команду ОДО Свердловск, дважды забил по четыре мяча за матч. С 17 голами стал лучшим бомбардиром сезона 1956 года, на следующий год также завоевал титул лучшего бомбардира, забив в составе ЦСКА 16 голов.
В 1956 году принимал участие в Спартакиаде народов СССР в составе сборной РСФСР.

## Достижения
- Лучший бомбардир чемпионата СССР 1956 и 1957.